# Meramec State Park Lookout House and Observation Tower
Pour les articles homonymes, voir Meramec.
La Meramec State Park Lookout House and Observation Tower est une tour d'observation américaine située dans le comté de Franklin, au Missouri. Construite en 1934 dans le style rustique du National Park Service, elle est protégée au sein du parc d'État Meramec et est elle-même inscrite au Registre national des lieux historiques depuis le 28 février 1985.